# Baross Szövetség
A Baross Szövetség egy 1919 és 1945 között működött gazdasági-érdekvédelmi egyesület (teljes neve: Baross Szövetség Kereskedő, Iparos, Rokonszakmák és Termelők Országos Egyesülete), amelyet a keresztény iparosok, kereskedők, gazdák és vállalkozók érdekeinek képviseletére hívtak életre. 

## A Baross Szövetség története
A Kereskedő, Iparos, Rokonszakmák és Termelők Országos Egyesületeként 1919. augusztus 6.-án alakult meg keresztény-nemzeti alapon. Baross Gábor (1848–1892) a dualizmus korának kiemelkedő gazdaság-és közlekedéspolitikusa után kapta a nevét. A szövetség alapító elnöke az irredenta szellemű Rausch Aladár (1878–1932), nagykereskedő, politikus. 1920 után sorra alakultak megyénként a vidéki fiókszervezetei, így a Baross Szövetség az egész országot behálózta. Helyi szervezetei szakmai továbbképzéseket tartottak, kétéves kereskedelmi szaktanfolyamokat szerveztek, felső kereskedelmi iskolát létesíttek. Másrészt országszerte több óvoda alapításában is részt vettek, számos gyűjtést szerveztek határon kívül rekedt nemzettestvéreink megsegítésére, gyárakat alapítottak (például konzervgyárat a délvidéki Szabadkán). A Baross Szövetség a hazatért nemzetrészeken (Felvidék déli sávja, Kárpátalja, Észak-Erdély és a Székelyföld, Bácska, Bánát és Muraköz) a Hangya Szövetkezet mellett az egyik legismertebb keresztény-nemzeti- gazdasági egyesület volt. A Baross Szövetség hetilapot adott ki a "Baross Szövetség" néven. A háború után a szövetséget megszüntették.
Rausch Aladár (1878–1932) szövetségi elnök halála után, 1932-ben Ilovszky János kormányfőtanácsost a Baross Szövetség országos elnökké választották meg. Az ünnepélyes beiktatás 1932. február 14-én a pesti Vigadóban. 1935-ben másodszor, 1938-ban harmadszor, majd 1941-ben negyedszer, 1944-ben ötödször országos elnökké választották meg Ilovszky Jánost. A Szövetség megszüntetése után az új rendszer bíróság elé állította Ilovszkyt. 1945-ben 7 évi kényszermunkát kapott a Baros Szövetség elnöke. A budapesti népbíróság ítélkezett Ilovszky János, a Baross Szövetség elnökének ügyében; a bíróság népellenes bűntettekben mondotta ki bűnösnek.
1941-ben Ilovszky János kormányfőtanácsos, országgyűlési képviselő, a Baross Szövetség országos elnökének vezetése alatt 100 tagú csoport utazott különvonattal Szabadkára. A dicsőségesen visszatért Délvidéken Szabadkán alakult meg az első Baross helyi szervezet, amely a szövetség országos viszonylatában a 100-ik Baross-szervezet lett. A különvonaton dr. Spurné Bárdos-Féltoronyi Magda, a Baross Női Tábor országos elnökének vezetésével kisebb női csoport is Szabadkára utazott az ottani Baross Női Tábor helyi szervezetének megalakítására. A különvonaton számos országgyűlési képviselő, felsőházi tag is leutazott Szabadkára.
A Baross Szövetség foglalkozott még idegenforgalommal, fürdőüggyel, Baross Női Táborokat szervezett, kiadványokat jelentetett meg. Budapesten kívül 1936-ban 7, 1941-ben 86, 1944-ben 158 helyi szervezete volt.

## Székhelye
A szövetség első irodája Budapesten, az V. kerületi Deák Ferenc utcában volt, majd a IV. kerületi Bástya utcába költöztették át. 1938-tól a a Ferdinand Fellner és Herman Helmer (1849-1919) építészek által tervezett Múzeum utcai Károlyi-Csekonics palotába költöztek be. Az építtetők, gróf Károlyi István és gróf Csekonics Margit lánya, Károlyi Melinda grófnő 1938-ban a Baross Szövetség részére adta el az épületet, akik azt azonnal felújították, és beépítették a Múzeum utcai tetőteret.

## A Baross Női Tábor
Egyik szakosztálya majd főcsoportja a Baross Szövetségnek a "Baross Női Tábor" volt, amelynek szintén megyénként voltak vidéki fiókjai. A Baross Női Tábor többek között egyik főcélja a magyaros ruhadivat népszerűsítése. Számos magyaros ruha kiállítást, karácsonyfaversenyt, és ruhatervezés versenyt szerveztek. 1939 májusában vitéz Keresztes-Fischer Ferencné granasztói Rihmer Margitot (1879–1961) az országos Baross Nőit Tábor elnökké választották. 1940. elején a Szabolcsvármegyei Egyesült Női Tábor fiókja jött létre vitéz dr. Jékey Ferenc főispánné Isaák Mária vezetésével. 1940-ben a pécsi fiók özv. Gyarmathy Miklósné elnökségével, valamint a zalaegerszegi fiók vitéz Farkas Sándorné Csomasz Katalin elnökségével is jött létre. 1940. május 31-én vitéz dr. Jékey Ferencné Isaák Máriát a Női Tábor Egyesült alelnökévé választották. 1941-ben nagy erővel terjeszkedett a Baross Női Tábor országszerte. Veszprémben Bokrossy Elemérné Strenner Mária vezetésével megalakult a Baross Női Tábor helyi szervezete. 1941-ben dr. vitéz Tukats Sándor főispánné elnök vezetésével megalakult a szegedi fiókja. Ugyanabban az évben dr. Monostory Elekné Tóbiás Ilona elnökké választásával alakult meg az egri Baross Női Tábor fiókja.